# Podocarpus latifolius
Podocarpus latifolius (Thunb.) R.Br. ex Mirb., 1825 è una conifera della famiglia delle Podocarpacee diffuso in Africa australe.
È l'albero nazionale del Sudafrica ove è noto come Real yellowwood.

## Descrizione
Il Podocarpus latifolius è un grande albero sempreverde che cresce fino a 30 metri d’altezza. Cresce in maniera relativamente lenta ma fornisce un legno di eccellente qualità.
Le foglie sono a forma di cinghia, lunghe 25–40 mm sugli alberi maturi, più larghe, fino a 100 mm su alberi giovani vigorosi, e larghe 6–12 mm, con una punta bruscamente appuntita. Il nome della specie "latifolius" significa in realtà "a foglie larghe". Il fogliame di crescita recente di colore acceso risalta contro le foglie scure del fogliame maturo.
Le pigne sono dioiche e a forma di bacca, con un solo (raramente due) seme apicale di 7–11 mm su un arillo rosa-viola di 8–14 mm; l’arillo è commestibile e dolce. Le pigne maschio (da polline) sono lunghe 10–30 mm.

## Distribuzione e habitat
La specie è diffusa in Sudafrica , Swaziland e Lesotho.
È una delle essenze tipiche della laurisilva delle zone afromontane.
Si può comunemente trovare in foreste afro-temperate e spesso in zone montagnose. Nelle aree rigide o esposte tende a diventare rachitico, piccolo e denso.

## Usi
È un albero a crescita lenta ma ha una durata di vita eccezionale ed è sempre più coltivato come caratteristica ornamentale nei giardini del Sudafrica. La texture insolita delle foglie è la ragione della sua popolarità crescente. Le bacche intense commestibili attraggono gli uccelli, che ne diffondono i semi.
Il legno è duro, simile al legno di tasso, usato per mobili, pannelli, ecc. A causa dell’eccessivo sfruttamento in passato, ora è poco tagliato.